# Placothuria
Placothuria is een geslacht van zeekomkommers, en het typegeslacht van de familie Placothuriidae.

## Soorten
- Placothuria huttoni (Dendy, 1897)
- Placothuria molpadioides (Semper, 1867)
- Placothuria ohshimai Liao, 1997
- Placothuria squamata Pawson, 1968